# مسجد ومدرسة خان
مسجد ومدرسة خان (بالفارسية: مسجد و مدرسه خان) هو مسجد تاريخي يعود إلى عصر السلالة الصفوية، ويقع في جهرم.